# Mesochorus dormitorius
Mesochorus dormitorius är en stekelart som beskrevs av Charles Thomas Brues 1910. Mesochorus dormitorius ingår i släktet Mesochorus och familjen brokparasitsteklar. Inga underarter finns listade i Catalogue of Life.